# غاري هوبسون
غاري هوبسون (بالإنجليزية: Gary Hobson)‏ (12 نوفمبر 1972 في المملكة المتحدة - ) هو لاعب كرة قدم بريطاني في مركز الدفاع. لعب مع برايتون أند هوف ألبيون ونادي يورك سيتي وهال سيتي ونادي تشستر سيتي وNorth Ferriby United A.F.C. ‏ وأوست تاون ‏ وسبنيمور يونايتد ‏.

## وصلات خارجية
- غاري هوبسون على موقع قاعدة بيانات كرة القدم.إي يو (الإنجليزية)
- غاري هوبسون على موقع Soccerbase.com (لاعب) (الإنجليزية)